# Tarija (instrumento)
Tarija es un tambor, típico del folclore de Marruecos.
Tiene forma de copa de cerámica, con una sola membrana o piel dejando la parte inferior de la copa abierta y libre. De la misma familia que la darbuka o tombak, la tarija suele tener bajo el parche una cuerda que resuena al vibrar este amplificando y distorsionando su sonido. Mediante la técnica de interpretación se consiguen varios sonidos: graves, agudos, secos o resonantes, que permiten un variado juego para el ritmo musical.
- Datos: Q6139004